# Parler (družina)
Parler je priimek članov družine zidarjev, kiparjev in arhitektov rojenih v Schwäbisch Gmünd, ki so v 14. stoletju ustvarili pomembna dela gotske umetnosti in arhitekture po vsej Evropi oziroma jih sooblikovali, vključno s prvimi portreti sodobnega časa, Stolnice Svetega križa v Schwäbisch Gmünd, metropolitansko stolnico Sv. Vida in Karlov most v Pragi, Sv. Sebald v Nürnbergu, cerkev sv. Barbare v Kutni Gori, Mestno hišo v Krakovu, stolnico v Ulmu, Freiburgu in Baslu.
Prvi znani Parler morda izvira iz Kölna, Heinrich Parler starejši ali Heinrich von Gmünd d. Ä. (okoli 1300-1387), velja za prvega arhitekta Stolnice v Ulmu in Stolnice Svetega križa v Schwäbisch Gmündu.
Zgodovinsko gledano je ime Parler vezano le na Petra Parlerja, vendar je skupno za to družino. Ime izhaja iz poklicnega poimenovanja Parlier. Parlerius ali parlerus, kasneje Parlier se je imenoval delovodja gradbenega podjetja in je bil "predstavnik" gradbene hiše. Beseda polir - delovodja -  je v gradbeništvu preživela do danes.

## Pomembni člani
Pomembni člani družine so bili: 
- Heinrich Parler (okoli1300 - okoli 1370),[1] znan tudi kot Heinrich iz Gmünda, ustanovitelj dinastije
  - Michael Parler, sin Heinricha Parlerja
  - Peter Parler (češko Petr Parléř), sin Heinricha, mlajši brat Michaela 
    - Wenzel Parler (češko Václav Parléř), sin Petra
    - Johann Parler (češko Jan Parléř), sin Petra, mlajši brat Wenzla

## Drugo
Asteroid 6550 Parléř, je leta 1988 odkril Antonín Mrkos, in ga imenoval po Petru Parlerju.